# Wolfgang Hinz
Wolfgang Hinz (* 26. Mai 1949 in Augustenruh, Kreis Güstrow) ist ein ehemaliger deutscher Politiker und Funktionär der DDR-Blockpartei Demokratische Bauernpartei Deutschlands (DBD).
Hinz ist der Sohn eines Genossenschaftsbauern. Er wurde Agrartechniker und Agraringenieur und trat der DBD bei. Als solcher war er als Brigadier in der LPG „IX. Parteitag“ in Lüssow tätig. Von 1976 bis 1990 war er Mitglied der DBD-Fraktion der Volkskammer der DDR.